# 加奥成雄
加奥 成雄（かおく しげお、1942年（昭和17年）7月29日 - ）は、日本のフィールドホッケー選手。オリンピック出場2回。

## 経歴・人物
明治大学に進学し、ホッケー部に所属。1965年明治大学卒業
明治大学在学中の1964年に東京オリンピックに出場、7位。1966年のアジア大会で銅メダルを獲得した。1968年メキシコシティーオリンピックでも代表に選ばれ（当時の所属は栄光社（株））、13位だった。